# Кийко, Марина Викторовна
Марина Викторовна Кийко́ (род. 7 января 1987 года в Киеве) — украинская прыгунья на батуте, мастер спорта Украины международного класса (2004).

## Биография
Марина Кийко начала тренироваться на батуте в 11 лет. С 2004 года входит в состав сборной Украины. В 2008 году окончила Национальный университет физического воспитания и спорта Украины. С 2010 года работает тренером-преподавателем ДЮСШ № 4 (Киев). Тренер — В. Кагарлицкий. Выступает за ВС Украины.
Призёр чемпионатов Европы в командных соревнованиях (Болгария, 2004, второе место; Франция, 2006, Дания, 2008, оба — первые места; Россия, 2012, второе место). Многократная чемпионка и призёр этапов Кубка мира, чемпионатов и Кубка Украины. Принимала участие в летних Олимпийских играх 2012 года, где заняла 16-е место. В сентябре 2012 года в паре с Натальей Москвиной получила золотые награды на первенстве в Лоле, Португалия. В апреле 2014 года в парных прыжках на чемпионате Европы с Натальей Москвиной получила серебряные медали. В индивидуальном первенстве набрала 52,440 бала, уступив белоруске Анне Горчёнок (54,055) и британке Катерине Дрисколл (53,285). В 2015 году с той же партнёршей стала третьей на чемпионате мира.
В 2019 году на II Европейских играх завоевала серебряную награду в синхронных прыжках в паре со Светланой Мальковой.
В феврале 2020 года на Кубке мира FIG по прыжкам на батуте в Баку завоевала серебряную награду в синхронных прыжках в паре со Светланой Мальковой.
Планировала поехать на летние Олимпийские игры 2020 в Токио, но так и не получила олимпийскую лицензию.

## Награды
- Орден княгини Ольги III ст. (15 июля 2019 года) — за достижение высоких спортивных результатов на II Европейских играх у г.Минску (Республика Беларусь), проявленные самоотверженность и волю к победе[10].